# Jewelry Box (album của T-ara)
Jewelry Box (cách điệu:hộp trang sức) là album phòng thu Nhật Bản đầu tay của nhóm nhạc thần tượng T-ara. Nó được phát hành vào 06 tháng 6 năm 2012 qua EMI Music Japan với hai phiên bản: bản giới hạn và bản thường. Để quảng bá cho album, nhóm khởi chuyến lưu diễn đầu tiên của họ tại Nhật Bản: T-ara Japan Tour 2012: Jewelry Box ngày 19 tháng 6 năm 2012. Đây là album tiếng Nhật duy nhất của họ có thành viên Hwayoung.

## Lịch sử phát hành
Vào ngày 6/6, nhóm sẽ chính thức phát hành album studio đầu tay với 3 phiên bản: Diamond, Sapphire, Pearl. Cả hai phiên bản Diamond và Sapphire sẽ đi kèm với một cuốn sách ảnh 100 trang và 32 trang tương ứng. Album lần này của họ sẽ bao gồm các bài hát hit phiên bản Nhật như Bo Peep Bo Peep, Yayaya, Roly-Poly và Lovey-Dovey đồng thời cũng kèm thêm nhiều ca khúc chưa phát hành trước đó. Trước đây bài hát tiếng Nhật "Bo Peep Bo Peep" của nhóm đã từng giúp T-ara trở thành nhóm nhạc nữ ngoại quốc đầu tiên đạt quán quân trên bảng xếp hạng Oricon Nhật Bản.
Jewelry Box đứng vị trí số hai trên bảng xếp hạng Oricon, với tuần đầu tiên bán được 57.102 bản. Trong tuần thứ hai bán được 14.276 bản. Album xếp hạng ở vị trí thứ sáu trên bảng xếp hạng album hàng tháng Oricon, bán 86.530 bản. Sau một tháng bán hàng, nó nhận được chứng nhận vàng bởi Hiệp hội Công nghiệp ghi âm Nhật Bản cho các sản phẩm bán được hơn 100.000 bản.

## Danh sách bài hát
| All editions     | All editions | All editions                                       | All editions                    | All editions |
| STT              | Nhan đề | Phổ lời                                            | Phổ nhạc                        | Thời lượng   |
| ---------------- | --- | -------------------------------------------------- | ------------------------------- | ------------ |
| 1.               | "Bo Peep Bo Peep" (Phiên bản tiếng Nhật)                                                                           | Shinsadong Tiger, Choi Kyu-sung, Zoop              | Shinsadong Tiger, Choi Kyu-sung | 3:47         |
| 2.               | "Yayaya" (Phiên bản tiếng Nhật)                                                                                    | E-Tribe, Takafumi Fujino                           | E-Tribe                         | 3:29         |
| 3.               | "Weironi" (Phiên bản tiếng Nhật (ウェイロニ, "Why Are You Being Like This?")                                       | Ikuta Magokoro                                     | Kim Do-hoon, Lee Sang-ho        | 4:00         |
| 4.               | "Keep Out" | Onomiya ichino                                     | Park Deok Sang, Crazy Park      | 3:19         |
| 5.               | "Apple is A" (Phiên bản tiếng Nhật)                                                                                | Ahn Young-min, Shoko Fujibayashi                   | Cho Young-soo                   | 3:10         |
| 6.               | "T.T.L ～Time to Love～" (Phiên bản tiếng Nhật)                                                                    | HI-D                                               | Kim Do-hoon                     | 3:40         |
| 7.               | "Roly Poly" (Phiên bản tiếng Nhật)                                                                                 | Shinsadong Tiger, Choi Kyu-sung, Shoko Fujibayashi | Shinsadong Tiger, Choi Kyu-sung | 3:36         |
| 8.               | "LOVE ME! ～Anata no Sei de Kurisou～" (Phiên bản tiếng Nhật (あなたのせいで狂いそう, "I Go Crazy Because of You") | Onomiya ichino, Zoop (Rap only)                    | Cho Young-soo, Kim Tae-hyun     | 3:17         |
| 9.               | "Kojinmaru～Uso～" (Phiên bản tiếng Nhật (コジンマル～嘘～, "Geojitmal～Lies～")                                   | Ahn Young-min, Kei                                 | Cho Young-soo                   | 3:49         |
| 10.              | "Breaking Heart ～Watashi ga Totemo Itakute" (Phiên bản tiếng Nhật (私がとても痛くて, "I'm Very Hurt")             | Fujino Takafumi                                    | Shinsadong Tiger, Choi Kyu-sung | 3:18         |
| 11.              | "Cry Cry" (Phiên bản tiếng Nhật)                                                                                   | Onomiya ichino                                     | Cho Young-soo, Kim Tae-hyun     | 3:19         |
| 12.              | "Lovey Dovey" (Phiên bản tiếng Nhật)                                                                               | Shinsadong Tiger, Choi Kyu-sung, Shoko Fujibayashi | Shinsadong Tiger, Choi Kyu-sung | 3:36         |
| 13.              | "T-ARATiC MAGiC MUSiC"                                                                                             | Shoko Fujibayashi                                  | Kang Ji-won, Kim Ki-beom        | 3:28         |
| Tổng thời lượng: | Tổng thời lượng:                                                                                                   | Tổng thời lượng:                                   | Tổng thời lượng:                | 45:43        |

| Phiên bản kim cương (Live DVD: T-ara X'mas Premium Live in Osaka 2011 Phiên bản Đặc biệt) | Phiên bản kim cương (Live DVD: T-ara X'mas Premium Live in Osaka 2011 Phiên bản Đặc biệt) | Phiên bản kim cương (Live DVD: T-ara X'mas Premium Live in Osaka 2011 Phiên bản Đặc biệt) |
| STT                                                                                       | Nhan đề                                                                                   | Thời lượng                                                                                |
| ----------------------------------------------------------------------------------------- | ----------------------------------------------------------------------------------------- | ----------------------------------------------------------------------------------------- |
| 1.                                                                                        | "Yayaya" (Phiên bản tiếng Nhật)                                                           |                                                                                           |
| 2.                                                                                        | "Kojinmaru～Uso～" (Phiên bản tiếng Nhật)                                                 |                                                                                           |
| 3.                                                                                        | "Weironi"                                                                                 |                                                                                           |
| 4.                                                                                        | "Bo Peep Bo Peep" (Phiên bản tiếng Nhật)                                                  |                                                                                           |
| 5.                                                                                        | "Love Me! ～Anata no Sei de Kurisou" (Phiên bản tiếng Nhật)                               |                                                                                           |
| 6.                                                                                        | "Watashi ga Totemo Itakute"                                                               |                                                                                           |
| 7.                                                                                        | "Cry Cry"                                                                                 |                                                                                           |
| 8.                                                                                        | "Jiyeon nhảy solo"                                                                        |                                                                                           |
| 9.                                                                                        | "TTL (Time to Love)"                                                                      |                                                                                           |
| 10.                                                                                       | "Roly-Poly"                                                                               |                                                                                           |
| 11.                                                                                       | "Bo Peep Bo Peep" (Phiên bản tiếng Nhật (Encore)                                          |                                                                                           |
| 12.                                                                                       | "Yayaya" (Phiên bản tiếng Nhật (Encore)                                                   |                                                                                           |
| 13.                                                                                       | "Roly-Poly" (Phiên bản tiếng Nhật (Encore)                                                |                                                                                           |
| 14.                                                                                       | "Bo Peep Bo Peep" (Phiên bản tiếng Nhật (MV)                                              |                                                                                           |
| 15.                                                                                       | "Yayaya" (Phiên bản tiếng Nhật (MV)                                                       |                                                                                           |
| 16.                                                                                       | "Roly-Poly" (Phiên bản tiếng Nhật (MV)                                                    |                                                                                           |
| 17.                                                                                       | "Lovey-Dovey" (Phiên bản tiếng Nhật (MV)                                                  |                                                                                           |

| Phiên bản xa-phia (DVD) | Phiên bản xa-phia (DVD)    | Phiên bản xa-phia (DVD) |
| STT                     | Nhan đề                    | Thời lượng              |
| ----------------------- | -------------------------- | ----------------------- |
| 1.                      | "The First Story of T-ara" |                         |

## Bảng xếp hạng
| Phát hành          | Bảng xếp hạng Oricon | Thứ hạng | Doanh thu                                                 | Tổng doanh thu |
| ------------------ | -------------------- | -------- | --------------------------------------------------------- | -------------- |
| 6 tháng 6 năm 2012 | album hàng ngày      | 2        | 23,796 (Daily) 57,102 (Tuần) 86,530 (Tháng) 104,478 (Năm) | 104,478+       |
| 6 tháng 6 năm 2012 | album hàng tuần      | 2        | 23,796 (Daily) 57,102 (Tuần) 86,530 (Tháng) 104,478 (Năm) | 104,478+       |
| 6 tháng 6 năm 2012 | album hàng tháng     | 6        | 23,796 (Daily) 57,102 (Tuần) 86,530 (Tháng) 104,478 (Năm) | 104,478+       |
| 6 tháng 6 năm 2012 | album của năm        | 65       | 23,796 (Daily) 57,102 (Tuần) 86,530 (Tháng) 104,478 (Năm) | 104,478+       |

| Country (Provider) | Certification |
| ------------------ | ------------- |
| Japan (RIAJ)       | Gold          |